# Демодок

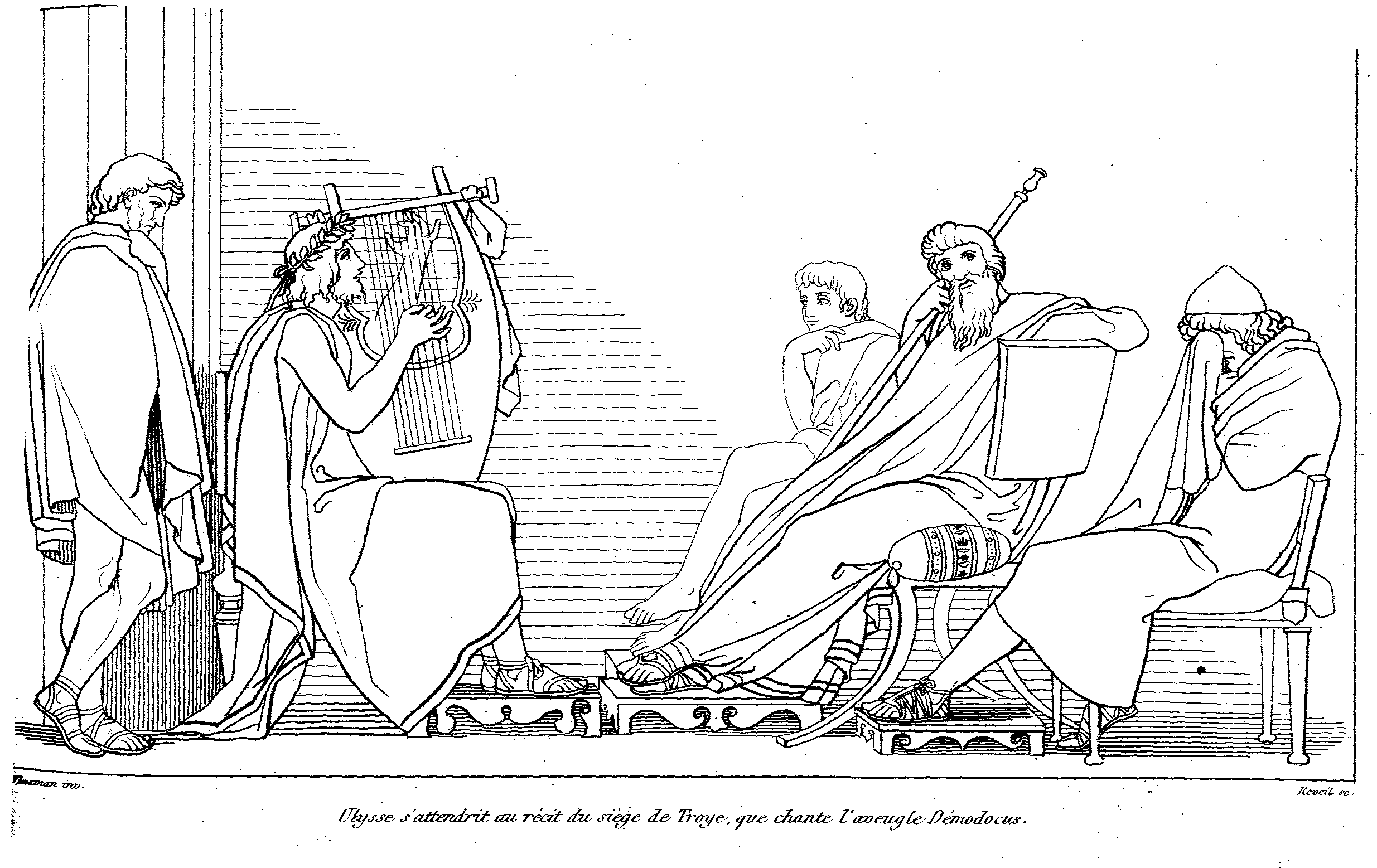
Δημοδόκος

Демодок (грец. Δημόδοκος) — сліпий співець при дворі Алкіноя. За стародавніми переказами, в образі Демодока Гомер зобразив самого себе (звідси міф про сліпоту автора «Іліади» й «Одіссеї»);
Демодок — співець при дворі Агамемнона; вирушаючи на Троянську війну, Агамемнон залишив Демодока з наказом стерегти Клітемнестру й допомагати їй добрими порадами. Клітемнестра зрадила чоловіка з Егістом, а Демодока заслала на безлюдний острів.